# Francesco Antonio Bianchini
Francesco Antonio Bianchini (Novara o Alessandria, 1774 – Novara, 4 dicembre 1854) è stato un avvocato e storiografo italiano.

## Biografia
Non vi sono certezze sul luogo di nascita: l'atto di morte lo riporta nato ad Alessandria, mentre tutti i documenti anagrafici comunali gli attribuiscono natali novaresi. Due dettagli giocano a favore della seconda tesi: il fatto che Bianchini abbia sempre definito Novara la sua patria e la profonda conoscenza della città fin da prima dei grandi cambiamenti edilizi all'inizio del XIX secolo.
Lavorò in vari uffici municipali di Novara, specialmente nel settore della pubblica istruzione. Succedette inoltre a Giacomo Giovanetti alla soprintendenza del civico Istituto Bellini d'Arti e Mestieri.

### La vicenda deLe cose rimarchevoli
Dopo anni di lavoro, nel 1828 pubblicò la sua opera più famosa, Le cose rimarchevoli della città di Novara, precedute da un Compendio storico: una descrizione dei luoghi rilevanti e delle opere d'arte di Novara, preceduta da una ben più lunga storia della città, dalle testimonianze di Marco Porcio Catone e di Plinio fino al periodo del Dipartimento dell'Agogna.
L'opera fu la prima del suo genere nel campo della storiografia novarese e venne accolta con entusiasmo sia dai concittadini che dalla critica ufficiale. In un articolo del 1829 la Biblioteca Italiana ne lodò gli intenti, lo stile, la distribuzione della materia.
Fu tuttavia accolta negativamente dagli ambienti del potere novarese, tanto da avviare una vera e propria persecuzione dell'autore e dell'opera. Bianchini scrisse dunque una lettera al consiglio comunale il 22 marzo 1829, riportando quanto stava accadendo ed invocando la protezione. Il risultato fu però l'ordine del Gran Cancelliere di S. M. di ritrattare pubblicamente sulla Gazzetta Piemontese alcune parole dell'opera interpretate come una critica agli impiegati regi provenienti da Torino.
L'amico Giacomo Giovanetti ne prese a quel punto le difese, invitando il comune a scrivere al Gran Cancelliere per scagionare l'amico: la lettera fu stesa dal Giovanetti stesso, in tono energico, dignitoso e persuasivo.
Il conte Langosco, allora Gran Cancelliere, rispose il 25 marzo, dimostrando di propendere per la buona fede di Bianchini ed ordinando dunque che sulla Gazzetta Piemontese pubblicasse una spiegazione, piuttosto che una umiliante ritrattazione. Bianchini pubblicò quindi tale spiegazione sulla Gazzetta Piemontese il seguente 30 maggio: questo chiuse definitivamente la questione.
A Bianchini fu infine riconosciuto il dovuto merito: nella seduta dell'11 settembre 1832, il comune deliberò di conferirgli il titolo di Istoriografo della Città e di stanziare la somma di L.1000 per l'acquisto di un oggetto che potesse gradire. Il 26 dicembre fu effettivamente conferito il titolo. Il 2 febbraio 1833 Bianchini scrisse una lettera in cui ringraziò commosso.

### Storiografo della città
La grande considerazione acquisita con la pubblicazione de Le cose rimarchevoli della città di Novara, precedute da Compendio storico lo portò ad essere coinvolto in ogni occasione ove si dovesse decidere i temi delle decorazioni dei monumenti cittadini. Alcuni esempi: nel 1837 suggerì le decorazioni scultoree per la Barriera Albertina, eseguite poi da Giuseppe Argenti, e concordò con Giacomo Giovanetti le metope per i Portici Nuovi dei Mercanti; nel 1839 fu incaricato dall'ingegner Luigi Orelli di scegliere le statue per il nuovo Palazzo del Mercato, quasi terminato.
Divenne membro di varie accademie e diverse società lo vollero come socio corrispondente, quali la Deputazione di Storia Patria di Torino, la Società Economica di Chiavari e l'Accademia dei filomati di Lucca.
Fu inoltre chiamato a comporre gli epitaffi dei monumenti funerari di varie personalità novaresi: il compositore Pietro Generali nel 1832, l'architetto Stefano Ignazio Melchioni nel 1837, l'amico Giacomo Giovanetti nel 1849.

### Lo Spigolatore Novarese
Dal 1835 al 1841, con cadenza annuale, pubblicò Lo Spigolatore Novarese, un particolare almanacco che, oltre a trattare i temi tipici di ogni almanacco dell'epoca quali astronomia, meteorologia, geografia, feste civili e religiose, riportava molti approfondimenti sulle cose novaresi: notizie degli uffici, dei mercati, delle fiere, dei corrieri, informazioni demografiche ed economiche, notizie di carattere storico-artistico relative sia al passato che al presente. Tra i vari meriti dell'opera è opportuno ricordare che essa costituì per lungo tempo l'unica testimonianza storica per alcuni monumenti, quali ad esempio l'Abbazia di Vallombrosa. L'interruzione della pubblicazione, dopo solo sette numeri, fu accolta con grande rammarico.
Nei primi anni '40 fu segretario della direzione dell'asilo di carità per l'infanzia. Le sue relazioni annuali, lette in occasione delle assemblee generali dei soci contribuenti, furono regolarmente pubblicate dalla tipografia di Francesco Merati.

### La morte
Alla morte, avvenuta a Novara il 4 dicembre 1854, fu subito annoverato tra i grandi autori di storia patria e gli fu dedicata un'iscrizione all'ingresso della biblioteca civica: FRANCESCO ANTONIO BIANCHINI - STORIOGRAFO DEL COMUNE - NE COMPENDIÒ LE VICENDE MEMORABILI - NE DESCRISSE I MONUMENTI.
Il quotidiano genovese Italia e Popolo riportò con rammarico la notizia pochi giorni dopo.

## Critica
Sulle pagine dell'Annotatore piemontese, nel 1837 Michele Ponza raccontò l'episodio della visita di un amico che, trovatolo nel mentre di recensire Lo Spigolatore Novarese, esclamò stupito: 
«Che diavolo fate, maestro? Un articolo per un lunario?». Comprendendo lo stupore, Ponza rassicurò l'amico che quello era un vero e proprio libro di storia patria, non un semplice almanacco. Lo stesso anno recensì anche Il Duomo e le sculture del Corpo di Guardia in Novara, che apprezzò sommamente e sul quale appuntò, per franchezza, di non apprezzare talune espressioni linguistiche, che ritenne non di buona lega. Sulla medesima rivista, nel 1839 ribadì l'opinione sullo Spigolatore affermando: non è libro che si getti alla fine dell'anno, poiché merita un posto in qualsiasi biblioteca che si rispetti.
Negli stessi anni Defendente Sacchi lodò lo Spigolatore sulle pagine degli Annali universali, auspicando che divenisse modello per altre città, al fine di riscoprire e tramandare il patrimonio storico delle province d'Italia.
Nel 1848 lo storico Leone Tettoni affermò che il compendio precedente Le cose rimarchevoli della città di Novara soddisfaceva tutti i requisiti di un trattato di storia: purità di lingua, bello stile e verità nelle notizie. Riteneva quindi che potesse esser preso a modello per qualsiasi opera futura. Riguardo allo Spigolatore Novarese espresse pari ammirazione, reputandolo ottima base per un'opera completa sulla storia cittadina, nonostante l'umile sembianza di un almanacco. Espresse inoltre rammarico per l'interruzione della pubblicazione, per la quale auspicò la prosecuzione e la raccolta di tutta la produzione in un'unica grande opera.
La Società Storica Novarese si occupò più volte di Bianchini sul proprio bollettino: Alessandro Viglio scrisse tre articoli nel 1920, 1925 e 1928, mentre l'intera pubblicazione del 2017 fu dedicata a lui. In particolare, parlando de Le cose rimarchevoli, Alessandro Viglio ne reputò discutibili il metodo e lo stile, soprattutto agli occhi di uno studioso di storia del XX secolo. Tuttavia manifestò viva ammirazione e riconoscenza per lo sforzo e l'oggettivo apporto alla conoscenza della sua opera.
Nel 2018 Dorino Tuniz annoverò Bianchini tra i grandi storici di Novara del XVIII e XIX secolo, quali Carlo Francesco Frasconi e Giovanni Battista Bartoli. A differenza di questi ultimi, tuttavia, ebbe l'ulteriore merito di essersi focalizzato soprattutto sulla città del suo tempo, come la potevano vedere i suoi contemporanei, tramandandone un'immagine assai ricca e fedele.

## Opere

### Opere principali
- Le cose rimarchevoli della città di Novara, precedute da un Compendio storico, Girolamo Miglio, Novara, 1828
- Il Duomo e le sculture del corpo di guardia in Novara, Tipografia di P. Alberto Ibertis, Novara, 1836
- Lo Spigolatore Novarese:
  - Almanacco per l'anno 1835, Enrico Crotti libraio, Novara, 1835
  - Almanacco per l'anno 1836, Tipografia di Giuseppe Rasario, Novara, 1836
  - Almanacco per l'anno 1837, Tipografia di Pietro-Alberto Ibertis, Novara, 1837
  - Almanacco per l'anno 1838, Tipografia di Francesco Artaria e Comp., Novara, 1838
  - Almanacco per l'anno 1839, Tipografia e Litografia di F. Artaria e C., Novara, 1839
  - Almanacco per l'anno 1840, Novara, 1840
  - Almanacco per l'anno 1841, Tipografia Merati e C., Novara, 1841
- Prima solenne entrata de' vescovi di Novara: notizie storiche, Tip. civica e vescov. di P. A. Ibertis, Novara, 1843
- Del palazzo di giustizia di Novara: memoria, Tipografia nazionale Rusconi, Novara, 1854

### Altri scritti
- Della libera estrazione della seta greggia dal Piemonte, in Della libera estrazione della seta greggia dal Piemonte, Tipografia Vescovile, Vigevano, 1834[33]
- Della Società Economica di Chiavari, su Repertorio di agricoltura pratica e di economia domestica, Tipografia Paravia, Torino, 1834[34]
- Nuova Guida di Arezzo del Tenente N. Oreste Brizi (recensione), su L'annotatore piemontese, Tipografia Favale, Torino, 1838[35]
- Vita di Pietro Apollonio Collatino (manoscritta nella Biblioteca Comunale di Novara), in Epistole a Pio II per la crociata contro i turchi, Tipografia Miglio, Novara, 1877[36]

## Riconoscimenti
In seguito alla pubblicazione dell'opera Le cose rimarchevoli della città di Novara, precedute da un Compendio storico, il 26 dicembre 1832 gli fu conferito il titolo di Istoriografo della Città.
Il comune di Novara gli intitolò una via il 29 maggio 1890: una traversa del corso Italia, in centro, precedentemente denominata via (o contrada) dei mercanti, prima ancora contrada delle rane.
Nel 1999 il giornalista e scrittore Romolo Barisonzo gli dedicò un capitolo del quinto volume della serie Novaresi bella gente.